# Proxy (Film)
Proxy ist ein US-amerikanischer Horrorthriller von Zack Parker aus dem Jahr 2013. Parker beschreibt seinen Film als einen geistigen Nachfolger des Horrorfilms Rosemaries Baby. Die Hauptfigur seines Films, die von Alexia Rasmussen verkörperte Esther Woodhouse, ist nach der Titelheldin des vorgenannten Films benannt worden.

## Handlung
Esther Woodhouse, die kurz vor der Geburt ihres Kindes steht, wird nach einem letzten Termin bei ihrem Frauenarzt brutal von einer vermummten Gestalt angegriffen und verletzt. Der Angreifer mit Kapuze tötet zudem das ungeborene Baby, indem er mit einem Ziegelstein auf den Bauch Esthers einschlägt. Im Krankenhaus versucht man, das Baby durch einen Kaiserschnitt zu retten, es kann aber nur noch tot entbunden werden. Esther, deren Kind das Produkt einer Samenspende war und die ziemlich isoliert lebt, findet Trost und Zuwendung in einer Selbsthilfegruppe, deren Mitglieder Eltern sind, die Ähnliches durchgemacht haben, auch wenn sie diese anfangs nur widerwillig aufsucht.
Dort freundet sie sich mit Melanie an, die behauptet, ihr Mann und ihr kleiner Sohn Peyton seien von einem betrunkenen Autofahrer getötet worden. Eine Szene einige Tage später gibt Esther Rätsel auf, als sie Melanie zufällig in einem Einkaufszentrum sieht und es so scheint, als sei diese auf der Suche nach ihrem Sohn, den sie angeblich verloren habe. Esther verhält sich abwartend und beobachtet nur wenig später, wie Melanie einen kleinen Jungen aus ihrem Auto holt. Als sie Melanie zu deren Haus folgt, stellt sie fest, dass auch der Mann ihrer neuen Freundin noch am Leben ist. Es sieht ganz so aus, als täusche Melanie ihr Leid nur vor, um Aufmerksamkeit auf sich zu lenken.
Esther meint, Melanie helfen zu müssen, da diese tief im Inneren wohl gern eine Mutter sein möchte, die ihr Kind verloren hat, sich aber nicht traut, diesen Schritt zu gehen. Sie dringt in Melanies Haus ein und tötet das Kind. Der hinzukommende Vater des Jungen überrascht Esther jedoch und erschießt sie mit einem Schrotgewehr.
Die erschreckenden Hintergründe um diese Taten und die Schwangerschaft werden aufgedeckt, dabei stellt sich heraus, dass Anika Barön, die lesbische Geliebte Esthers, sie überfallen und das Kind in ihrem Bauch getötet hat. Möglicherweise war der Ablauf der Tat so geplant, da sich herausstellt, dass Esther nur die Aufmerksamkeit wollte, die schwangeren Frauen geschenkt wird, ohne aber die Verpflichtungen auf sich zu nehmen, die mit der Geburt eines Kindes anfallen. Die Opferrolle, die ihr dadurch zuteilwurde, dass sie ihr Kind verloren hat, war sozusagen ein Bonus.

## Produktion
Es handelt sich um eine Produktion von Along The Tracks und FSC Productions. Gedreht wurde in Richmond und in den Studios in Connorsville in Indiana.

## Rezeption

### Veröffentlichung
Die Weltpremiere fand am 10. September 2013 auf dem Toronto International Film Festival in Kanada statt. Der Film wurde sodann auf folgenden Festivals vorgestellt:
- 14. September 2013: Straßburg European Fantastic Film Festival in Frankreich
- 19. September 2013: Austin Fantastic Fest in Texas in den USA
- 13. Oktober 2013: Sitges Festival Internacional de Cinema Fantàstic de Catalunya in Spanien
- 20. Oktober 2013: DedFest in Kanada
- 29. Oktober 2013: American Cinematheque in den USA
- 04. November 2013: Lincoln Center Film Society in den USA
- 16. Februar 2014: San Francisco Indie Fest in den USA
- 19. Februar 2014: Nevermore Film Festival in den USA
- 21. Februar 2014: Portland International Film Festival in den USA
- 28. Februar 2014: Glasgow Fright Fest im Vereinigten Königreich
- 21. März 2014: Little Rock Horror Picture Show in den USA
- 04. April 2014: CPH: PIX-Film Festival in Kopenhagen in Dänemark
- 08. April 2014: Minneapolis St. Paul International Film Festival in den USA
- 09. April 2014: International Horror & Sci-Fi Film Festival in den USA
- 18. April 2014: Nashville Film Festival in den USA
- 18. April 2014: limitierte Vorführung in den USA

In der Deutschland wurde der Film am 14. Oktober 2014 auf Blu-ray und DVD veröffentlicht, in Japan im Dezember 2016. Veröffentlicht wurde er zudem in Russland.

### Kritik
Bei Metacritic erzielte Proxy ein durchschnittliches Kritikerrating von 57 von 100 möglichen Punkten.
Mike D’Angelos sprach bei The Dissolve von einer wirklichen nervenaufreibenden Studie von Ursache und Wirkung. Schon allein herauszufinden, was der Filmtitel eigentlich bedeute, erfordere einige Anstrengungen. Parkers Komposition sei sauber, präzise und schnörkellos. Zugegebenermaßen sei dies kein Film für jeden Geschmack. Der Performance-Stil sei absichtlich künstlich, was einige abstoßen könnte. Einige Logikfehler müsse man ignorieren. Low-Budget-Genre-Bilder, so mutig und ehrgeizig wie in Proxy, kämen nicht oft vor.
Brian Tallerico, ein Filmkritiker von Roger Ebert, befand, Parker habe einen harten, brutalen und oft fesselnden Thriller gemacht. Weiter führte Tallerico aus, dass die dilettantischen Aspekte der Produktion diese nicht wirklich beeinträchtigen würden, da eine als unheimlich erlebte Qualität, es schwer mache, an dem Werk zu rütteln, ähnlich den Werken eines frühen David Cronenberg, eines Filmemachers, der es ebenfalls liebte, die entsetzlichen Tiefen des Alltags auszuloten. Parker schreibe sehr ungezwungene Dialoge und bearbeite seinen Film nicht ungeschickt, sodass der Horror aus dem Alltäglichen entstehe oder ihn zerreiße. Abschließend schrieb der Kritiker, dies sei ein gewagter, selbstsicherer, absolut brutaler Film, wahrscheinlich abstoßend für diejenigen, die moralisch nicht bereit seien, den Abstieg in die Dunkelheit zu akzeptieren und gleichzeitig zu akzeptieren, dass diese Dunkelheit, die so fessele, auf menschlichen Bedürfnissen beruhe.
Dennis Harvey von Variety war der Ansicht, dass den zunächst wenig vielversprechenden Thriller Proxy waghalsige Wendungen zunehmend bizarrer und fesselnder werden lassen. Plausibel sei die Geschichte jedoch nur, wenn man akzeptiere, dass in jedem von uns ein mörderischer Wahnsinniger lauere. Zu den späteren Reizen des Films gehöre seine Bereitschaft, die Perspektive von einem Charakter zum anderen abrupt zu verschieben. Der Film liefere wenig Schnickschnack und brauche ihn auch nicht, da er stilistisch scharf und einfach wie ein Messer sei.
Jeannette Catsoulis führte in der New York Times aus: Mit verkleinertem Set und der Kühnheit einer Low-Budget-Produktion ist Mr. Parker ein intelligenter und grenzgängerischer Filmemacher, der sich weniger mit Logik beschäftigt als mit der Frage, wie weit er seine Charaktere vorantreiben kann. Parker spiele mit Extremen, wie er es schon in seinem Film Scalene getan habe, und bringe sein Thrillerformat in die Nähe einer Horrorkomödie, allerdings würden nicht viele Zuschauer lachen.
AA Dowd schrieb für AV/Film, das größte Attribut von Proxy sei die bewusste Demontage der Annahmen des Publikums. Parker schaffe eine Atmosphäre vagen Unbehagens, die darauf hindeute, dass etwas an den Ereignissen nicht stimme, noch lange bevor das Drehbuch die Quelle dieser Spannung enthülle. Dowd meinte, der Filmemacher schulde seinen Komponisten, den Newton Brothers, beträchtlichen Dank, da deren düstere Musik eine perfekte Begleitung zum Filmgeschehen biete, besonders während der auffälligen Szene des grausig langsamen Gemetzels. Abschließend hieß es: Wie seine Charaktere sei der Film nicht das, was er zuerst zu sein scheine. Aber er hätte aufhören sollen, Identitäten zu verraten, kurz vor der endgültigen Enthüllung.
Frank Voigts von Killingred empfahl den Film, auch wenn er in die Kategorie „schwere Kost“ gehöre. Dies sei „kein Film für einen unterhaltsamen Abend bei Bier und Chips und auch nichts, um die Frau oder Freundin mal wieder richtig zu erschrecken“. Würde man sich aber bewusst auf den Film einlassen, werde man „mehr als ausreichend belohnt“. Zwar sei dies kein Horrorfilm im eigentlichen Sinne, aber „die verzwackte Story und die pointierte Gewalt“ würden bis zum Schluss fesseln.

### Auszeichnungen
- 2013: Sitges Festival Internacional de Cinema Fantàstic de Catalunya
  - Nominierung für Zack Parker für den New Visions Award in der Kategorie „Bester Film“
- 2015: Fangoria Chainsaw Awards
  - Nominierung für Zack Parker und Kevin Donner für den Chainsaw Award in der Kategorie „Bestes Drehbuch“